# Hèrcules i Licas
Hèrcules i Licas és un grup escultòric de marbre de l'escultor Antonio Canova que va executar entre 1795 i 1815 i es troba en la Galeria Nacional d'Art Modern i Contemporani de Roma.
| «                       | És una tragèdia sublim, Eurípides i la ploma pot envejar, amb raó, el seu cisell. | » |
| — Melchiorre Cesarotti. |                                                                                   |   |

## Història
El treball va ser encarregat pel príncep Onorat Gaetani, admirador de l'il·lustre grup de Adonis i Venus, precedent obra de l'artista, adquirida pel marquès Francesco Berio, el qual la va col·locar a Nàpols en un templet construït especialment en el jardí del seu palau. Era tanta l'admiració per aquesta escultura que el noble Gaetani va decidir fer l'encàrrec a Canova al març de 1795 d'un grup en marbre de Hèrcules i Licas.
El grup representa una història extreta d'antics poetes. Hèrcules, embogit pel dolor adquirit de la túnica xopa amb la sang emmetzinada del centaure Nessus, va llançar a l'aire al jove Licas, que, sense saber res del verí, li havia lliurat la túnica sota les ordres de Deianira.
Interromput el treball diverses vegades, l'escultura va anar quedant en un estat d'abandonament, després dels esdeveniments polítics que van succeir a Nàpols, amb l'arribada dels francesos. El propi príncep va retirar l'encàrrec i després de diverses vicissituds, l'obra va ser adquirida pel banquer romà Giovanni Torlonia el 1800. El grup de marbre es va completar finalment el 1815, quan l'obra va ser presentada pel propietari en el seu palau i il·luminada amb llum zenital.
Des del moment de la seva primera exposició, el Hèrcules i Licas va tenir un èxit immediat, però els crítics posteriors van jutjar negativament el treball, la van identificar amb patrons d'execució acadèmica, sense implicació emocional real.

## Descripció

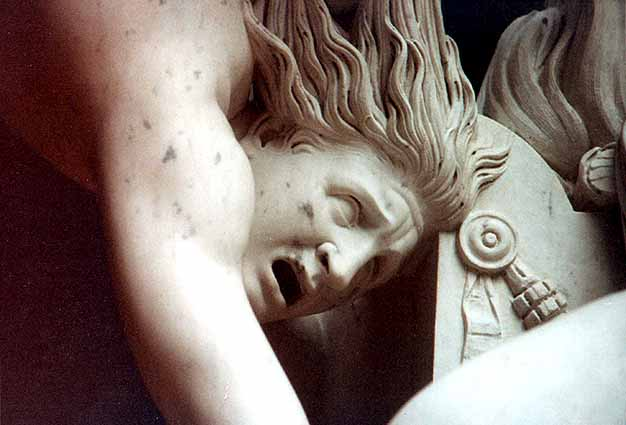
Hèrcules i Licas, detall del rostre aterrit de Licas.

El grup escultòric segueix una precisió geomètrica absoluta. L'heroi apareix en un moment de màxima tensió muscular, just en l'acte d'aixecar pel peu a l'infortunat noi, que es resisteix, aferrant-se a l'altar que es troba al darrere d'Hèrcules i la pell del lleó abandonada als seus peus. Licas està fortament hissat i suspès a l'aire un moment abans d'ésser llançat a les onades del mar.
El grup, mostra l'arc de torsió dels dos cossos nus, emetent una energia intensa, que fa evident el clímax desesperat en la cara del jove i l'enfadat Hèrcules, emmarcat per espessa barba arrissada, l'heroi apareixeria tot nu si no fos pel tènue vel que Canova va utilitzar per cobrir la massa dels músculs.

## Inspiració
El treball es basa en un primmirat estudi de Canova d'alguns marbres cèlebres antics, com els colossos del Quirinal, el Hèrcules Farnese i el famós grup hel·lenístic del Laocoont i els seus fills en els Museus Vaticans; no es pot excloure també del seu estudi el grup de Ettore i Troilo —també conegut pel nom Atamant i Learco—, conservat en el Museu Arqueològic Nacional de Nàpols.
Els francesos volien veure en aquesta obra una al·lusió a França, que abat a la monarquia, però en l'obra de Canova, a diferència de les obres de Jacques-Louis David, no hi ha cap referència ideològica, ni l'artista es va comprometre a identificar ningú.